# Austin A40
O  A40  é um modelo de porte médio da Austin Motor Company.
Os seguintes veículos foram vendidos com o nome Austin A40.:
- 1947–1950 Austin A40 Dorset 2 portas Sedã
- 1947–1952 Austin A40 Devon 4 portas Sedã
- 1947–1956 Austin A40 Countryman 2 portas caminhoneta
- 1947–1956 Austin A40 Van 2 portas panel van
- 1947–1956 Austin A40 Pick-up 2 portas pick-up truck
- 1948–195? Austin A40 Tourer 2 portas, quatro passageiros sedã feito na Austrália
- 19??–19?? Austin A40 Coupe Utility 2 portas coupé utilitário, produzido na Austrália
- 1950–1953 Austin A40 Sports 2 portas, quatro passageiros conversível com carburador duplo e chassis de alumínio.
- 1952–1954 Austin A40 Somerset 4 portas Sedã e 2 portas conversível
- 1954–1956 Austin A40 Cambridge 4 portas Sedã
- 1958–1967 Austin A40 Farina 2 portas Sedã/hatchback

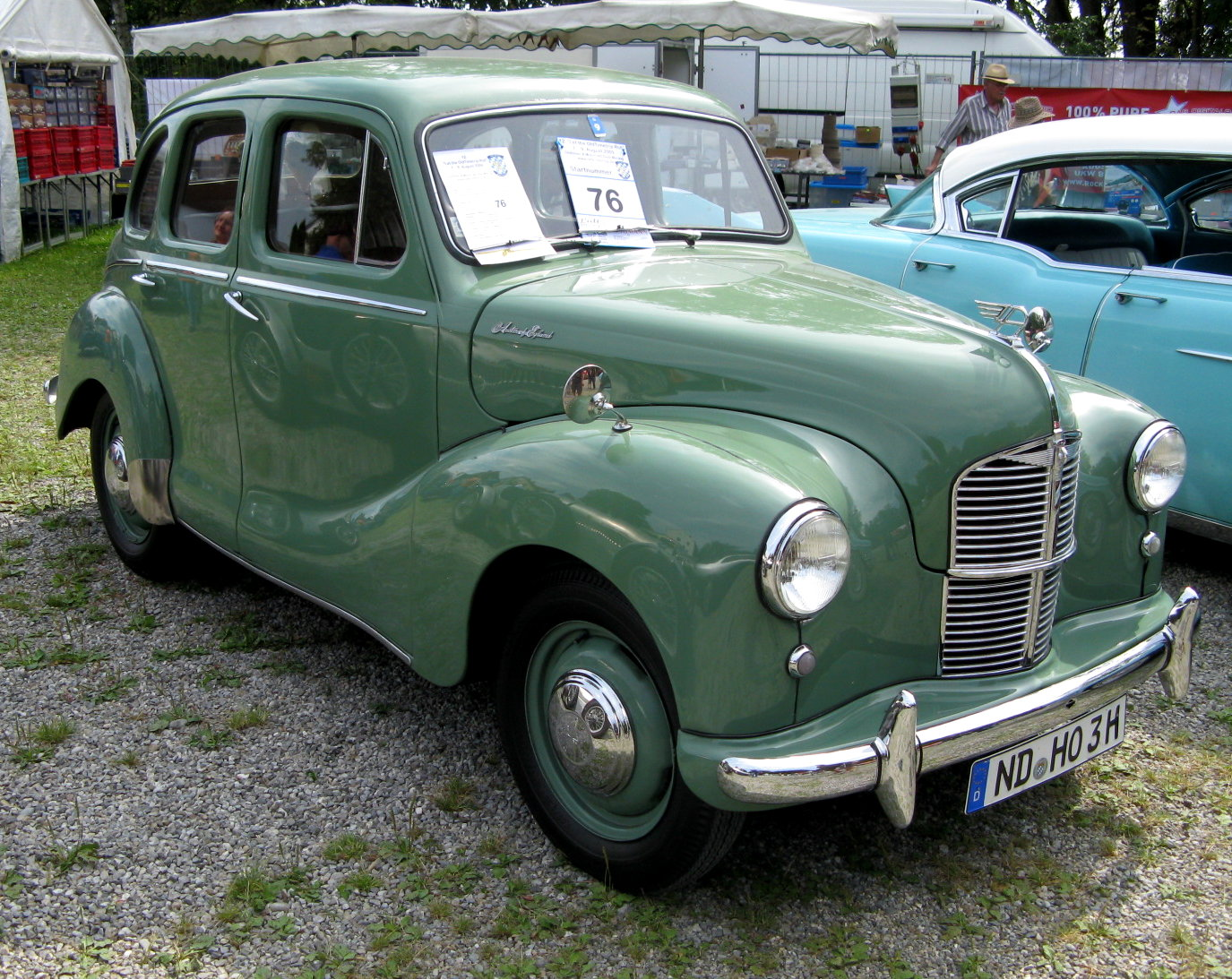
Austin A40 Devon
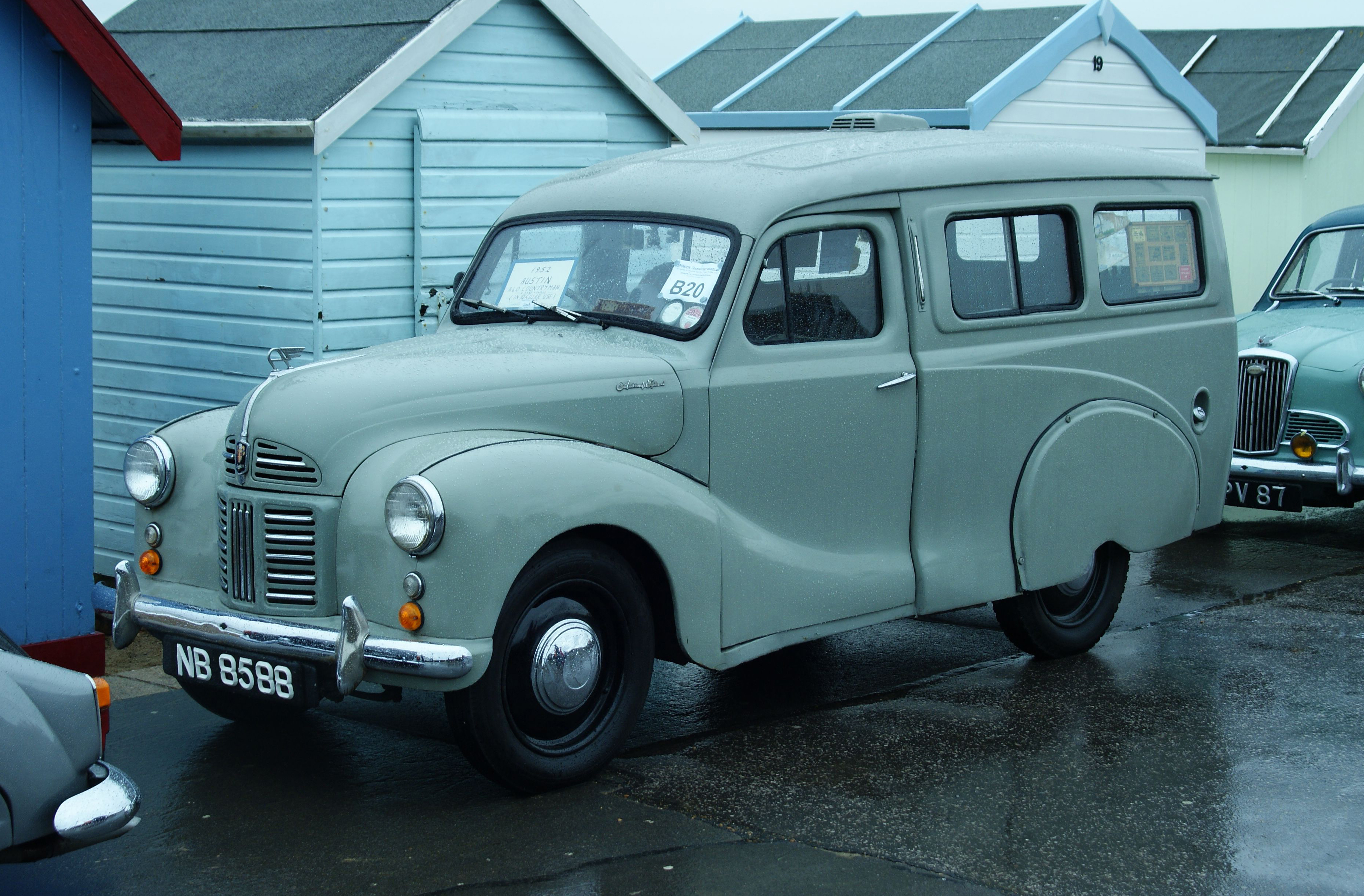
Austin A40 Countryman
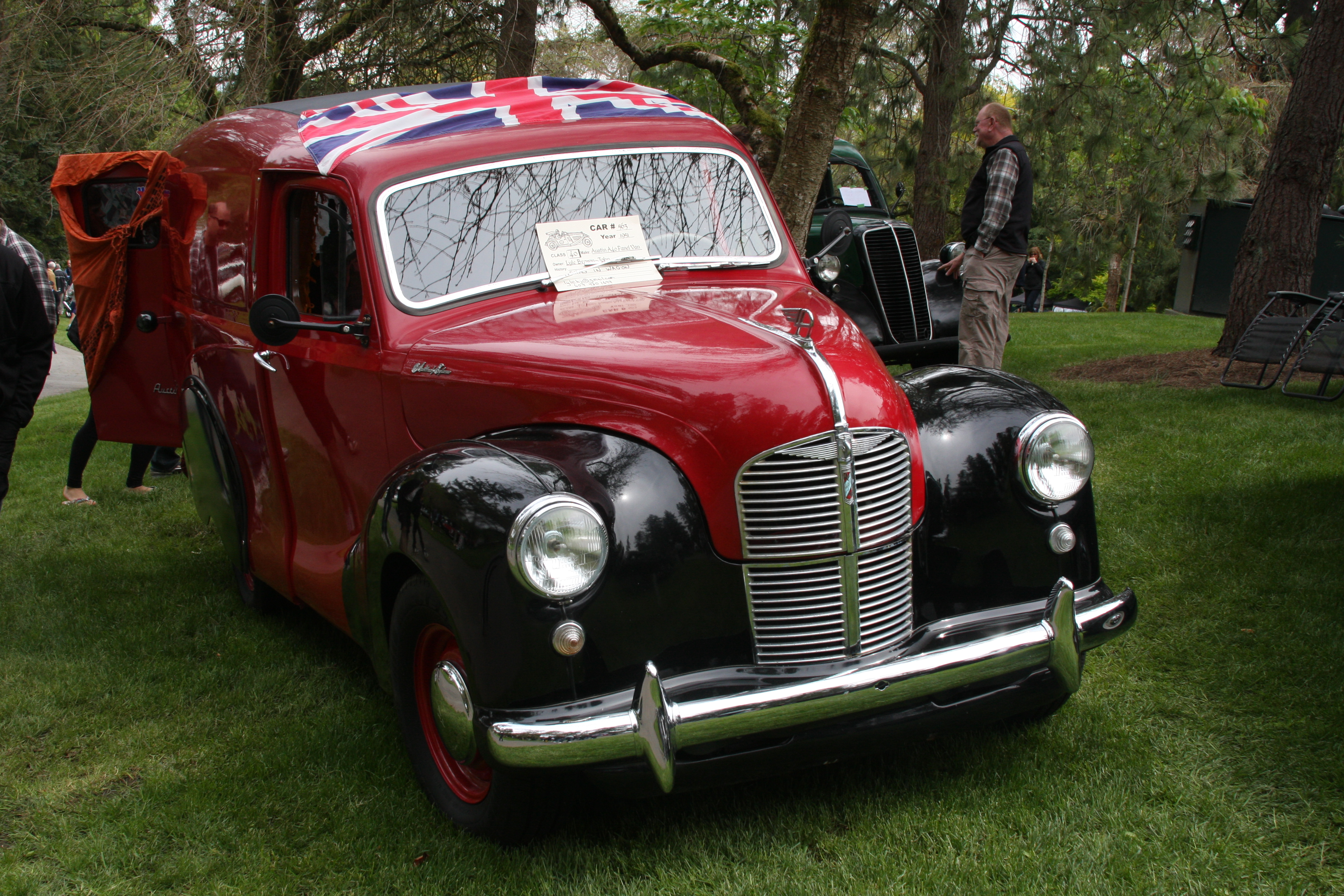
Austin A40 Van
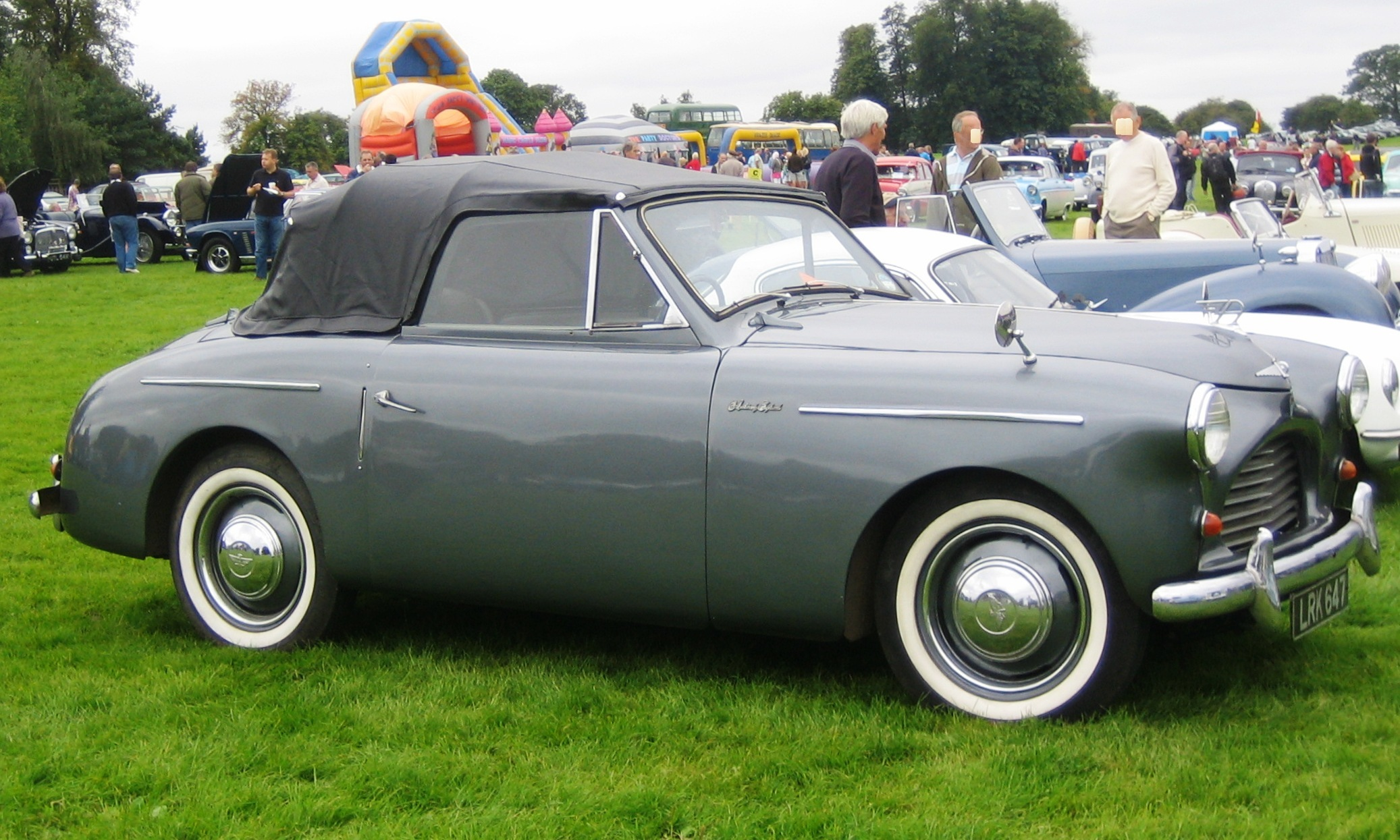
Austin A40 Sports
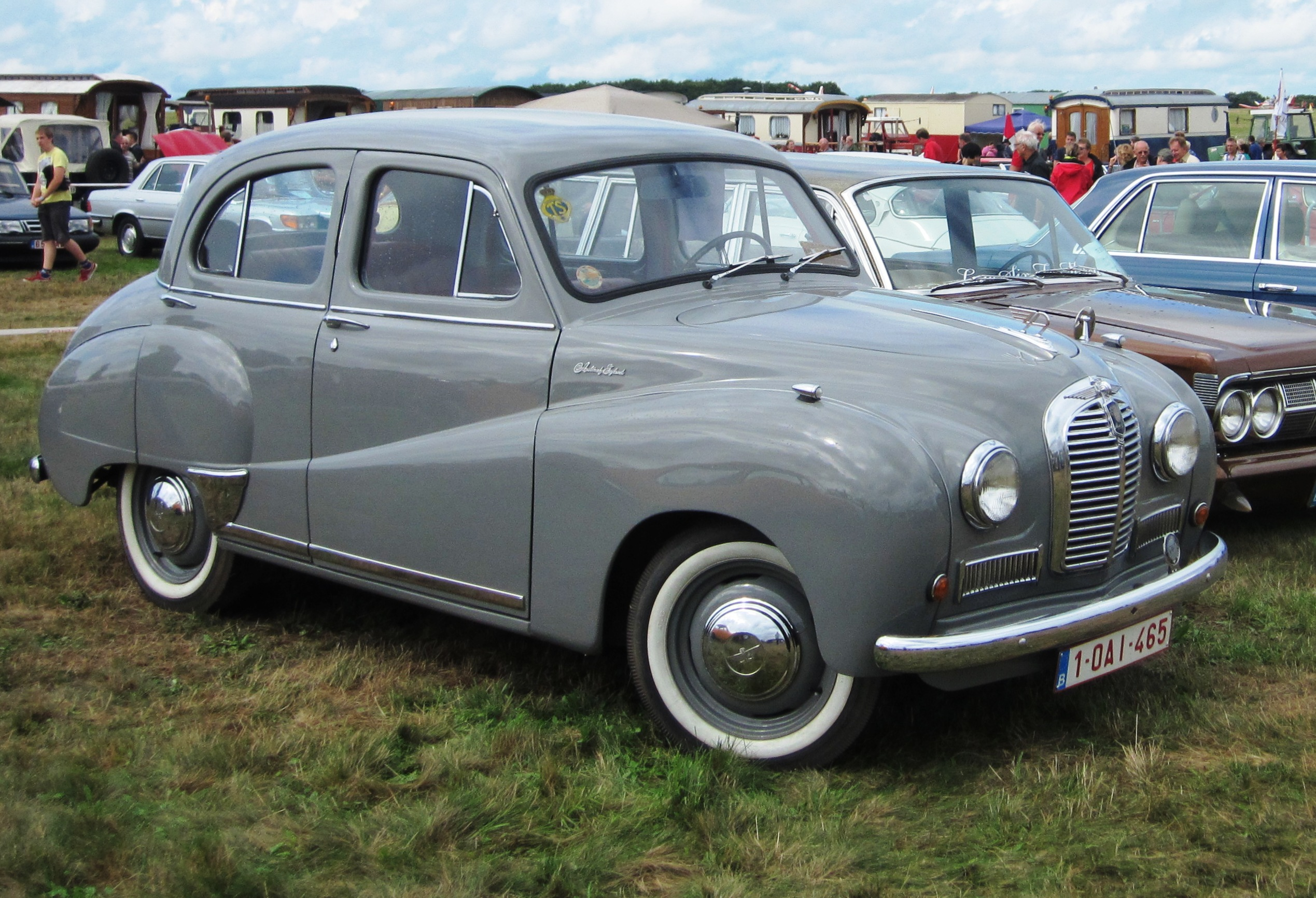
Austin A40 Somerset
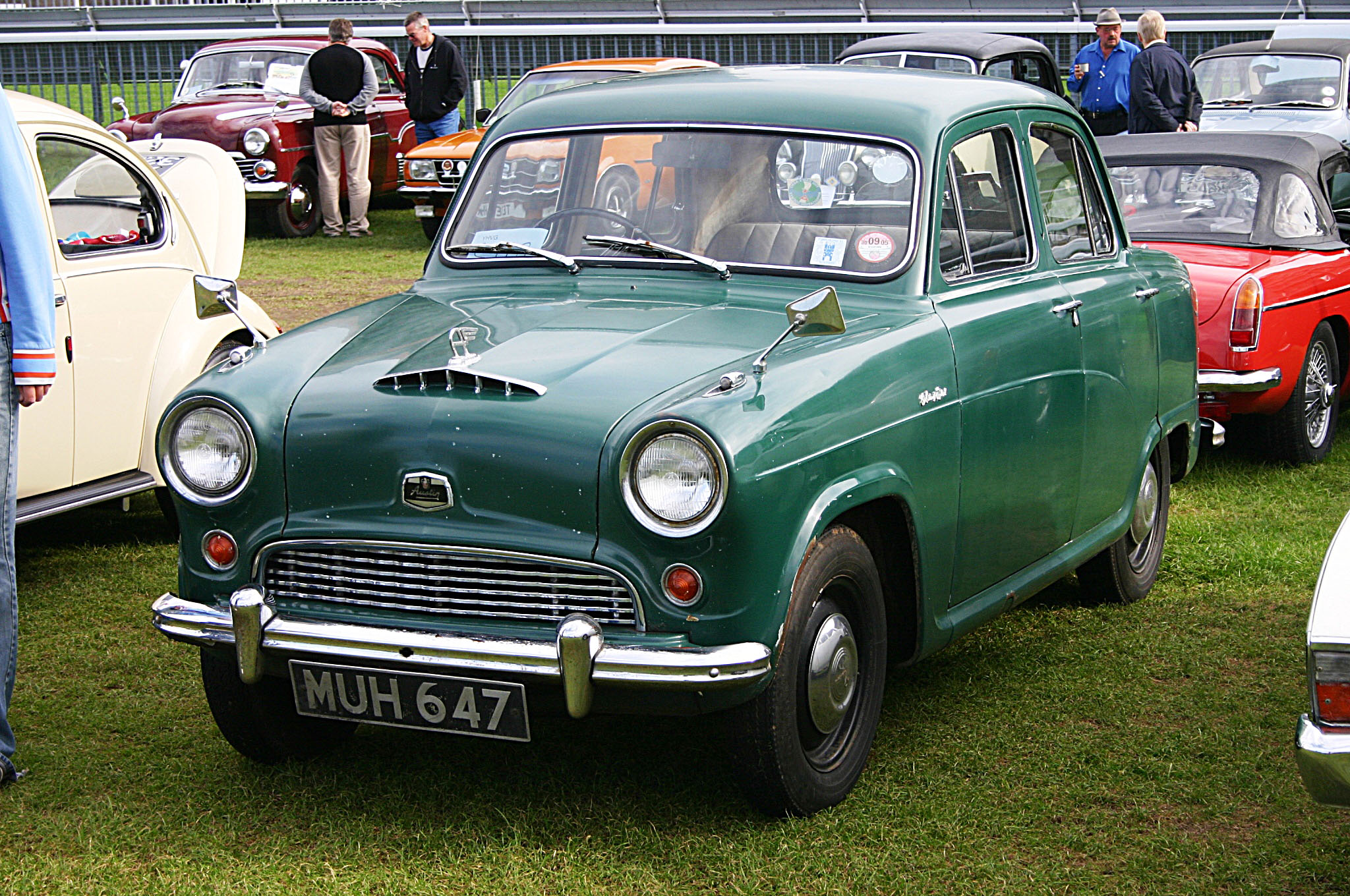
Austin A40 Cambridge
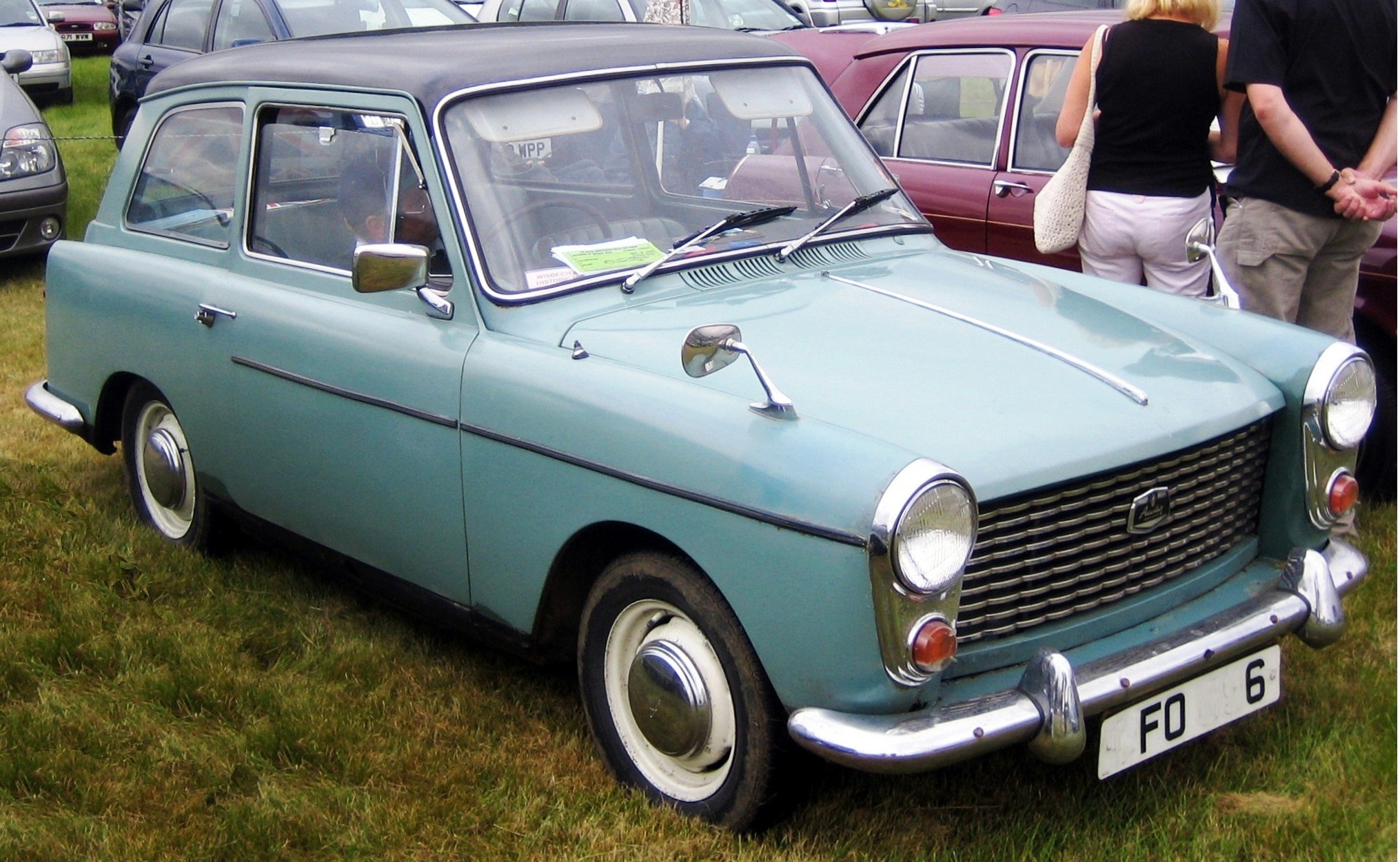
Austin A40 Farina Mk I